# Jorge Luis Borges
Pour les articles homonymes, voir Borges.
Ne pas confondre avec l'homme politique cap-verdien Jorge Borges.
 (mars 2016).
Jorge Luis Borges (/ˈxoɾxe lwis ˈboɾxes/ ) est un écrivain argentin né le 24 août 1899 à Buenos Aires et mort à Genève le 14 juin 1986. Ses œuvres dans les domaines de l’essai et de la nouvelle sont considérées comme des classiques de la littérature du XXe siècle.

## Biographie

### Enfance
Jorge Luis Borges est fils de Jorge Guillermo Borges, avocat et professeur de psychologie féru de littérature et de Leonor Acevedo Suárez, à qui son époux a appris l’anglais et qui travaille comme traductrice. La famille de son père était pour partie espagnole, portugaise et anglaise ; celle de sa mère espagnole est vraisemblablement portugaise aussi. Chez lui, on parle aussi bien l’espagnol que l’anglais, et cela depuis son enfance.

### Débuts littéraires

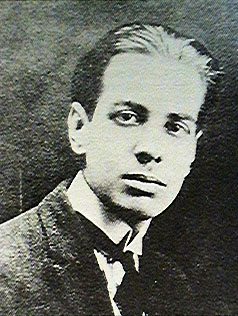
Jorge Luis Borges, date inconnue.

Pendant la Première Guerre mondiale, la famille Borges habite durant trois années à Lugano puis à Genève, en Suisse, où le jeune Jorge étudie au Collège de Genève. Après la guerre, la famille emménage de nouveau à Barcelone, Majorque puis Séville et enfin Madrid. En Espagne, Borges devient membre d’un mouvement littéraire d’avant-garde ultraïste. Son premier poème, Hymne à la mer, écrit dans le style de Walt Whitman, est publié dans le magazine Grecia (es).
Il retourne à Buenos Aires en 1921 et s’engage dans de multiples activités culturelles : il fonde des revues, traduit notamment Kafka et Faulkner, publie des poèmes et des essais. Il est à l'origine de Prisma, Proa et Martin Fierro, trois revues fondamentales pour la modernité artistique argentine au début du XXe siècle. Prisma, revue murale, se fait l'écho du mouvement ultraïste espagnol. Martin Fierro, avec comme collaborateurs Macedonio Fernandez, Oliverio Girondo, Leopoldo Marechal, Norah Lange, Ramon Gomez de la Serna, Xul Solar, Ricardo Güiraldes, Roberto Arlt et bien d'autres, marque toute une génération que l'on a appelée martinfierrista et fait connaître les jeunes écrivains sur le continent.
À la fin des années 1930, il commence à écrire des contes et des nouvelles et publie l’Histoire universelle de l’infamie, qui le fait connaître en tant que prosateur.
Principalement connu pour ses nouvelles, il écrit aussi des poèmes et publie une quantité considérable de critiques littéraires dans les revues El Hogar et Sur dont il est un temps le secrétaire. Il est également l’un des auteurs des récits policiers parodiques signés Bustos Domecq, écrits en collaboration avec son ami Adolfo Bioy Casares. Il est l'auteur de chansons sur des musiques d’Astor Piazzolla.
En 1938, il obtient un emploi dans une bibliothèque municipale de Buenos Aires. C’est à cette époque qu’il écrit Pierre Ménard, auteur du Quichotte, son premier conte fantastique. Il perd cet emploi en 1946 en raison de ses positions contre la politique péroniste, et devient inspecteur des lapins et volailles sur les marchés publics.
La Sociedad Argentina de Escritores fait de lui son président en 1950, charge à laquelle il renonce trois ans plus tard. En 1955, le gouvernement « révolutionnaire » militaire, qui chasse Juan Perón du pouvoir, nomme Borges directeur de la bibliothèque nationale. Il devient également professeur à la faculté de lettres de Buenos Aires. Comme son père avant lui, il souffre d’une grave maladie qui entraîne une cécité progressive, laquelle devient définitive en 1955.

### Reconnaissance internationale

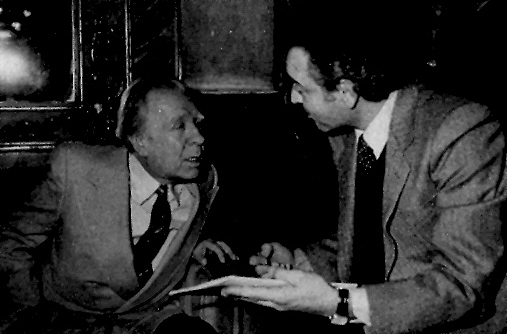
Borges avec le philosophe italien Riccardo Campa à Rome en 1983.

C’est seulement dans les années 1950 que Borges est découvert par la critique internationale. L’écrivain Roger Caillois, qui avait proposé des nouvelles de lui en octobre 1944 à Buenos Aires, dans la revue Lettres françaises (numéro 14), offre Fictions, en 1951, dans la collection « La Croix du Sud », chez Gallimard. C’est une découverte pour le public français et européen. Après Drieu La Rochelle et l’importante action de Roger Caillois — reconnue par J. L. Borges lui-même qui fait de lui son « inventeur » — c’est la revue Planète qui le fait connaître du grand public.
La reconnaissance internationale de Borges commence au début des années 1960. En 1961, il reçoit le prix international des éditeurs, qu’il partage avec Samuel Beckett. Alors que Beckett est bien connu et respecté dans le monde anglophone, Borges est inconnu et non traduit, ce qui ne manque pas de susciter la curiosité des locuteurs anglophones. Le gouvernement italien le nomme Commendatore et l’université du Texas à Austin le recrute pour un an. La première traduction de son œuvre en anglais date de 1962, avec des lectures en Europe et dans la région des Andes les années suivantes.

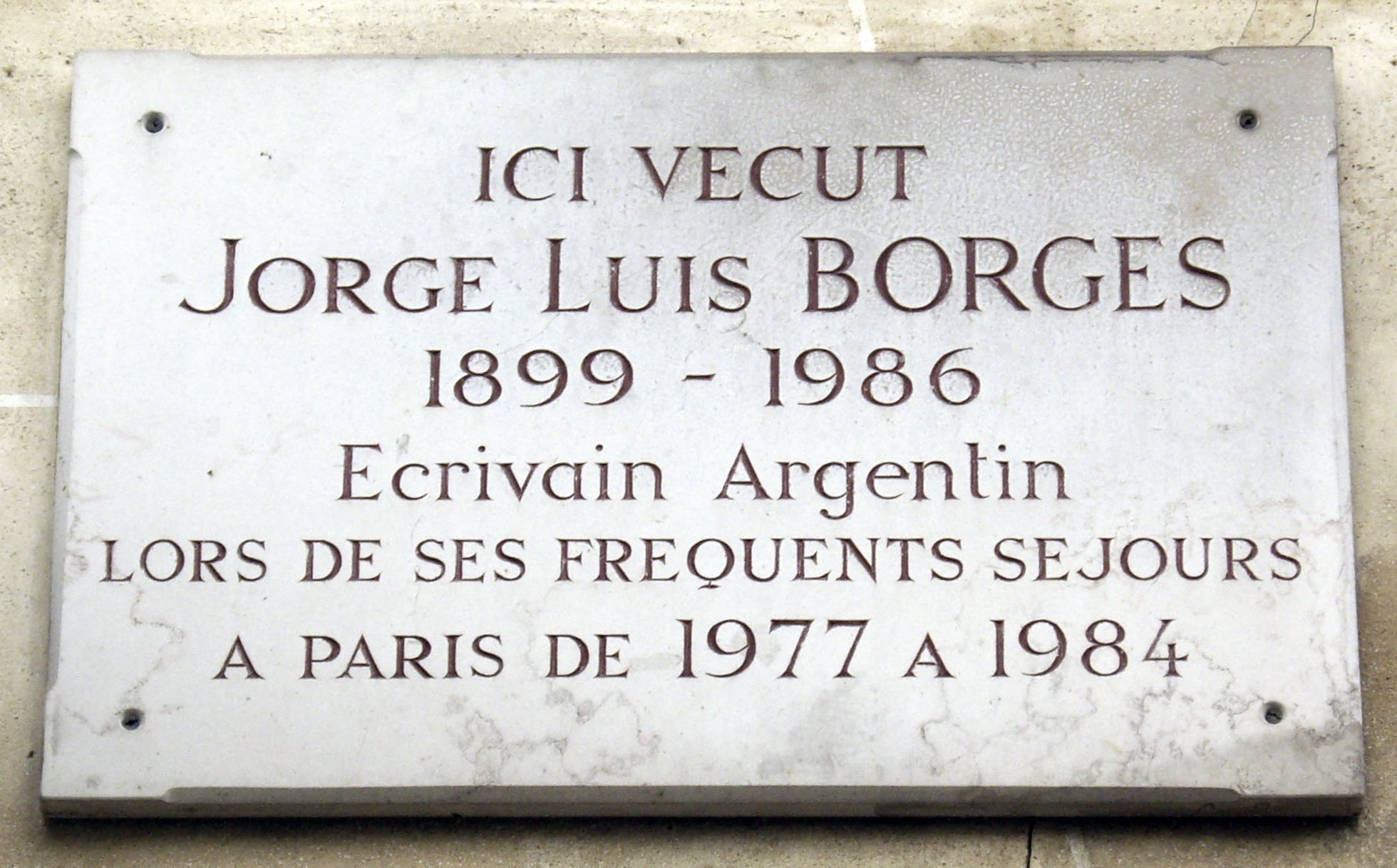
Plaque commémorative au 13 rue des Beaux-Arts à Paris.

Borges reçoit de nombreuses distinctions, telles que le prix Cervantes et le prix de la langue-française de l’Académie française en 1979, le prix Balzan en 1980 (pour la philologie, la linguistique et la critique littéraire), le prix mondial Cino-Del-Duca en 1980 et la Légion d’honneur en 1983. Il est même nommé plusieurs fois pour le prix Nobel de littérature mais ne l’obtiendra jamais, pour des raisons inconnues qui ont donné lieu à de nombreuses spéculations,.
Après la mort de sa mère (en 1975), Borges se met à voyager partout à travers le monde et ce, jusqu’à la fin de sa vie.

### Mariages tardifs et fin de sa vie
Borges se marie deux fois. En 1967, il épouse une vieille amie, Elsa Astete Millán, veuve depuis peu. Le mariage dure trois ans. Après le divorce, il retourne chez sa mère.
Pendant ses dernières années, Borges vit avec son assistante, María Kodama, avec qui il étudie le vieil anglais pendant plusieurs années. En 1984, ils publient des extraits de leur journal, sous le nom d’Atlas, avec des textes de Borges et des photographies de Kodama. Ils se marient en 1986, quelques mois avant sa mort. Borges a fait de Maria Kodama sa légataire universelle. À la mort de celle-ci, en 2023, aucun document relatif à sa succession n'est retrouvé, ce qui laisse planer un doute sur l'avenir de ce patrimoine littéraire.
Borges meurt d’un cancer du foie à Genève en 1986 ; il a choisi, à la fin de sa vie, de retourner dans la ville où il a fait ses études. Il est inhumé au « Panthéon genevois », le cimetière des Rois, situé en pleine ville. La célébration a lieu à la cathédrale Saint-Pierre, où une foule évaluée à trois cents personnes est venue se recueillir : le ministre argentin de la culture, l'auteur Marcos Aguinis, les représentants du corps diplomatique argentin et de presque tout l'univers hispanophone, des personnalités d'Amérique latine, des universitaires, des éditeurs reconnaissants.

### Opinions politiques

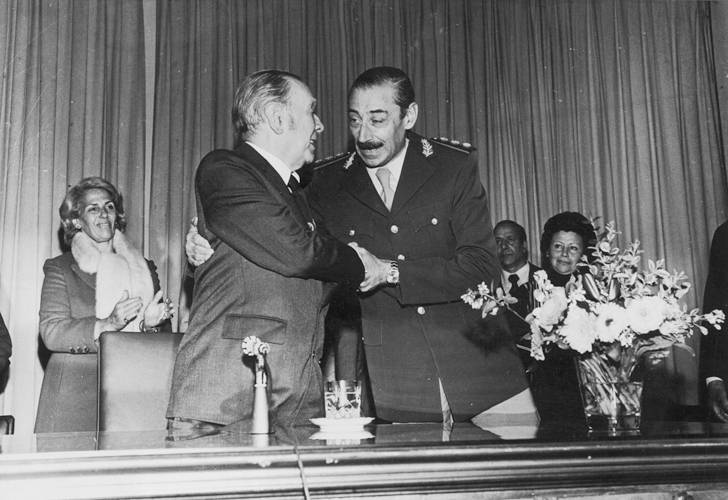
Borges avec le dictateur argentin Jorge Rafael Videla en 1978.

Plusieurs nouvelles de Fictions (1944) peuvent être lues comme des dénonciations du totalitarisme. Par exemple La Loterie à Babylone ou encore Tlön, Uqbar, Orbis Tertius, dont la spécialiste Annick Louis affirme dans Le Magazine littéraire qu’elle peut être lue « comme une réflexion sur un des paradigmes dominants de l’époque, — celui qui postule le réel comme une forme de chaos régi par une vérité occulte ».
Dans son essai Notre pauvre individualisme, écrit au sortir de la Seconde Guerre mondiale et publié dans le recueil Autres Inquisitions, il exprime une position libérale en renvoyant dos à dos le nationalisme et le communisme et en exprimant sa prédilection pour un État faible.
Le 22 septembre 1976, il serre la main du général Pinochet et lui exprime publiquement son admiration, ce qui, selon sa veuve, lui coûta le prix Nobel de littérature. Son nom est régulièrement proposé pour la distinction dès 1956.
Il regrette par la suite ce soutien, et qualifie de « désastreuses » les années de dictature militaire en Argentine. Lors de la chute de la dictature, il accueille favorablement le retour à la démocratie, estimant que la junte a commis « toutes les erreurs et tous les crimes possibles ». Dès 1980, il associe sa signature à une tribune dénonçant les milliers de disparitions provoquées par le régime.
En 1979, il scandalise encore en disant du président américain Abraham Lincoln qu'il était « le plus grand criminel de guerre du XIXe siècle ». Selon lui, la guerre de Sécession n’était motivée que par le souci du pouvoir fédéral de récupérer les impôts des États sudistes, qui ne rentraient évidemment plus dans les caisses de Washington. Interrogé sur l'importance de la cause défendue, à savoir l'abolition de l'esclavage, il demande si le fait de le faire abolir vingt ou trente ans plus tôt dans le Sud justifiait la mort de plus de 600 000 hommes et la mutilation de plusieurs dizaines de milliers d'autres.
Politiquement, Borges se définit volontiers comme un conservateur et, vers la fin de sa vie, a exprimé ouvertement son scepticisme face à la démocratie. Ce scepticisme transparaît dans certains de ses textes. Quand Juan Perón revient d’exil et est réélu président en 1973, Borges renonce à son poste de directeur de la bibliothèque nationale. Opposé à « l’abominable dictature du général Perón », il avait d'abord soutenu la junte militaire au pouvoir.

## Œuvre
« Ontologies fantastiques, généalogies synchroniques, grammaires utopiques, géographies fictionnelles, histoires universelles multiples, bestiaires logiques, syllogismes ornithologiques, éthique narrative, mathématiques imaginaires, thrillers théologiques, géométries nostalgiques et mémoires inventées font partie de l'immense paysage que les œuvres de Borges offrent aux érudits comme au lecteur occasionnel. Et surtout, à la philosophie, conçue comme perplexité, ou pensée comme conjecture, et à la poésie, comme forme suprême de la rationalité. Écrivain pur, mais, paradoxalement, préféré des sémioticiens, mathématiciens, philologues, philosophes et mythologues, Borges propose - pour la perfection de sa langue, son savoir, l'universalisme de ses idées, l'originalité de sa fiction et la beauté de sa poésie - une œuvre qui honore la langue espagnole et l'esprit universel. »

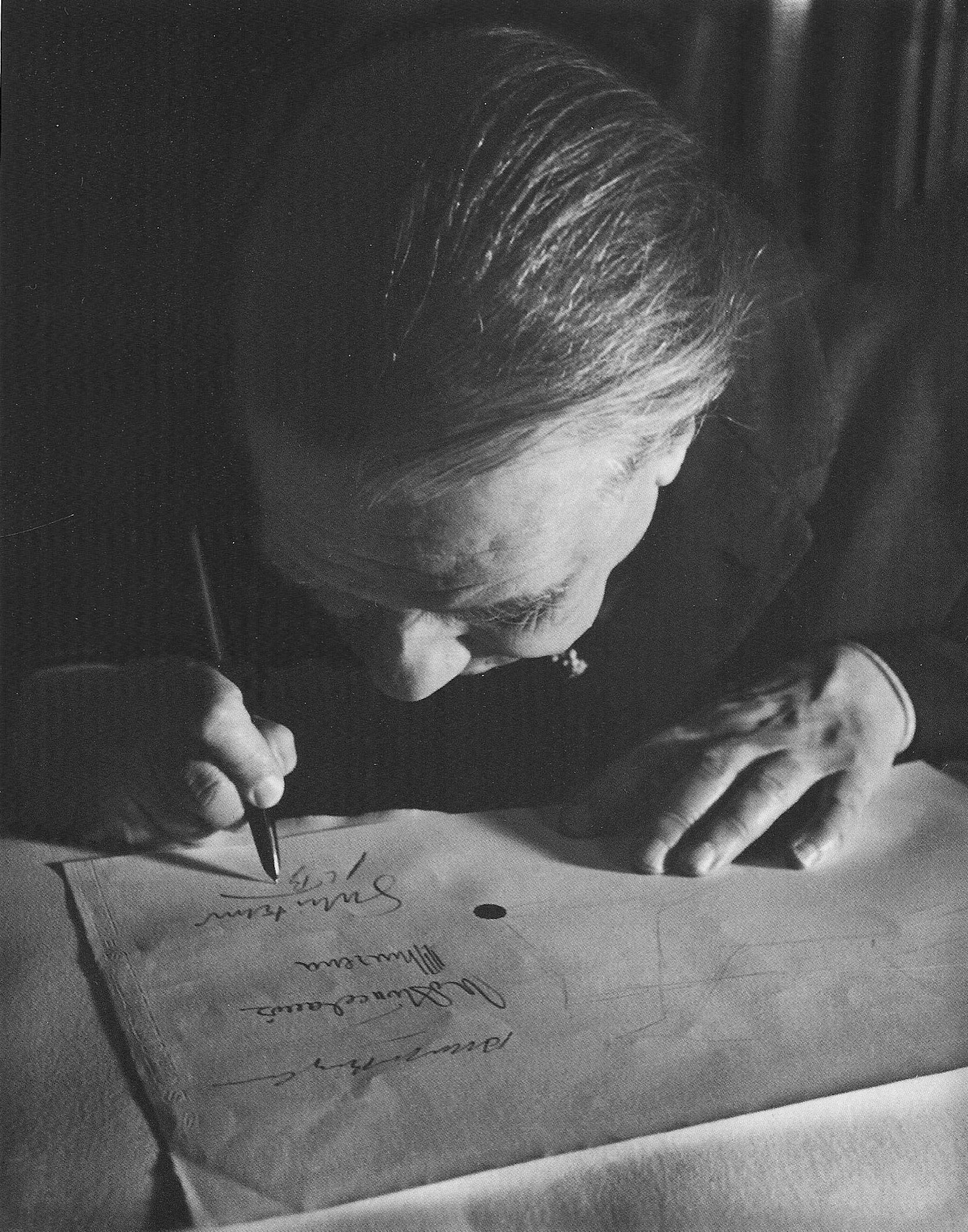
Borges en 1963, photo d’Alicia D’Amico.

Borges privilégie l’aspect fantastique du texte poétique, rejetant une écriture rationnelle, qu’il juge insuffisante et limitée. Une des influences majeures du réalisme magique latino-américain, Borges est aussi un écrivain universel dans lequel chacun peut se reconnaître. Son travail érudit, et à l’occasion délibérément trompeur (Tlön, Uqbar, Orbis Tertius), traite souvent de la nature de l’infini (La Bibliothèque de Babel, Le Livre de sable), de miroirs, de labyrinthes et de dérive (Le Jardin aux sentiers qui bifurquent), de la réalité, de l’identité ou encore de l’ubiquité des choses (La Loterie à Babylone).
Claude Mauriac dit à son propos : « Jorge Luis Borges est l’un des dix, peut-être des cinq, auteurs modernes qu’il est essentiel d’avoir lus. Après l’avoir approché, nous ne sommes plus les mêmes. Notre vision des êtres et des choses a changé. Nous sommes plus intelligents. »
Des ouvrages comme Fictions ou L’Aleph contiennent des textes souvent courts et particulièrement révélateurs du talent de Borges pour l’évocation d’univers ou de situations étranges qui lui sont propres. Dans Le Miracle secret, un écrivain, face au peloton d’exécution, dans la seconde qui précède sa fin, se voit accorder la grâce de terminer l’œuvre de sa vie. Le temps se ralentit infiniment. Il peaufine mentalement son texte. Il retouche inlassablement certains détails… Il fait évoluer le caractère d’un personnage à la suite de l’observation d’un des soldats qui lui font face… Dans un autre récit, Histoire d’Emma Zunz (Fuera de Emma Zunz), une jeune fille trouve un moyen inattendu, cruel et infaillible, de venger son honneur et celui de sa famille…
Homère surgit peu à peu d’un autre texte, L’Immortel, après un extraordinaire voyage dans l’espace et le temps. Dans Pierre Ménard, auteur du Quichotte, Borges nous dévoile son goût pour l’imposture, et un certain humour littéraire souvent rare, mais qui dans l’ouvrage Chroniques de Bustos Domecq, écrit en collaboration avec Adolfo Bioy Casares, s’épanouira dans l’évocation d’une étonnante galerie de personnages artistes dérisoires et imposteurs.

La concision, les paradoxes, les associations fulgurantes de mots, figures poétiques nommées hypallages, telles : « perplexes couloirs » ou : « élégant espoir » sont typiques de son style unique. Borges est devenu aveugle assez jeune mais de façon progressive, ce qui eut une forte influence sur ses écrits. Dans une de ses nouvelles, L’Autre, il se rencontre lui-même plus jeune, sur un banc, et se livre à quelques prédictions : 

« Tu deviendras aveugle. Mais ne crains rien, c’est comme la longue fin d’un très beau soir d’été. »

À ce sujet, il raconte dans l’Essai autobiographique que cette cécité était probablement d’origine héréditaire et que certains de ses ascendants avaient connu la même infirmité. N’ayant jamais appris le braille, il dut compter sur sa mère pour l’aider, puis sur son assistante Maria Kodama. Il se faisait lire journaux et livres et dictait ses textes.
Outre les fictions, son œuvre comprend poèmes, essais, critiques de films et de livres. On y trouve une sorte de réhabilitation du roman policier, plus digne héritier de la littérature classique à ses yeux, que le nouveau roman. Ce genre littéraire demeure seul, selon lui, à préserver le plan de la construction littéraire classique, avec une introduction, une intrigue et une conclusion.
On trouve également parmi ses écrits de courtes biographies et de plus longues réflexions philosophiques sur des sujets tels que la nature du dialogue, du langage, de la pensée, ainsi que de leurs relations. Il explore aussi empiriquement ou rationnellement nombre des thèmes que l’on trouve dans ses fictions, par exemple l’identité du peuple argentin. Dans des articles tels que L’histoire du Tango et Les traducteurs des Mille et Une Nuits, il écrit avec lucidité sur des éléments qui eurent sûrement une place importante dans sa vie.
Il existe de même un livre qui réunit sept conférences dans diverses universités, qu’on peut considérer comme sept essais, clairs, ordonnés, d’une simplicité dérivant de leur caractère oratoire. Dans ce petit recueil de savoir, Les Sept Nuits (Siete Noches), on trouve un texte sur les cauchemars, sur les Mille et une nuits, sur la Divine Comédie de Dante, sur le bouddhisme et d’autres thèmes que Borges exploite et nous fait partager avec l’autorité didactique et la simplicité pédagogique d’un véritable professeur, érudit de la littérature.
Écrits entre 1923 et 1977, ses poèmes retrouvent les thèmes philosophiques sur lesquels repose la pluralité de l’œuvre de Borges. Des poèmes comme El Reloj de Arena (Le Sablier) ou El Ajedrez (Les Échecs) reconstruisent les concepts borgésiens par excellence, comme le temps, instable et inéluctablement destructeur du monde, ou le labyrinthe comme principe de l’existence humaine, mais d’un point de vue poétique, condensé dans des images surprenantes. Ces poèmes sont réunis dans Antologia Poética 1923-1977 (Recueil poétique).
Sous le pseudonyme de H. Bustos Domecq, il écrit en collaboration avec Adolfo Bioy Casares Six Problèmes pour Don Isidro Parodi, série d’énigmes mi-mondaines mi-policières. Le héros, Don Isidro Parodi, joue les détectives depuis la prison où il est enfermé et dans laquelle il est sollicité par une étrange galerie de personnages. L’isolement forcé semble stimuler sa clairvoyance car, sans quitter sa cellule, il résout chaque énigme aussi facilement que les autres détectives de la littérature, tels Auguste Dupin, Sherlock Holmes ou Hercule Poirot.

## Publications

### Ouvrages

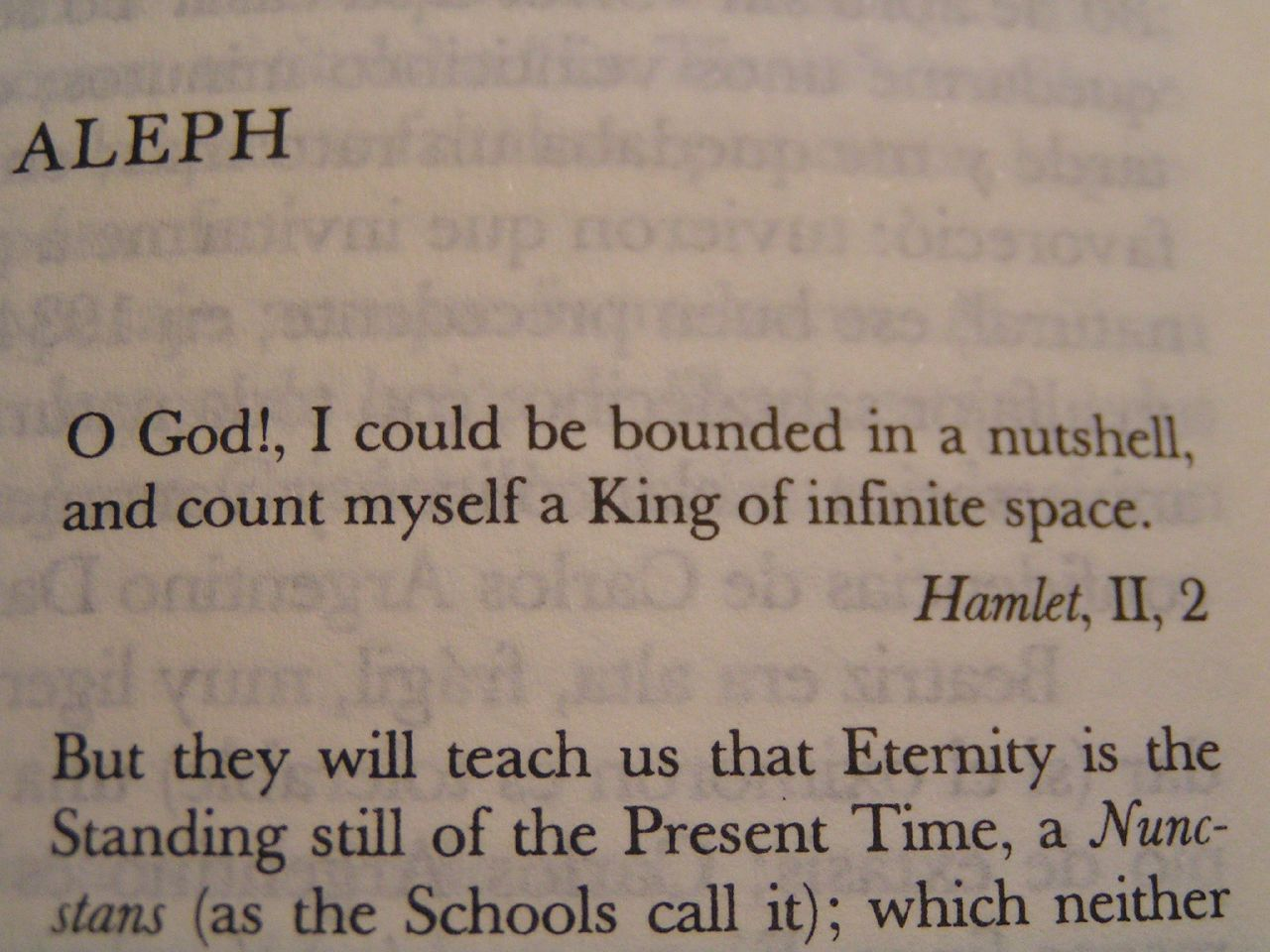
Premières lignes de la nouvelle L'Aleph : épigraphe empruntée à Hamlet de Shakespeare.

Par ordre chronologique de parution avec quand c'est possible le [titre d'origine en espagnol] :
- 1923 : Ferveur de Buenos Aires [Fervor de Buenos Aires], poèmes, ill. de bois gravés par Norah Borges, Buenos Aires, Imprenta Serantes [édité à compte d'auteur].
- 1925 :
  - Lune d'en face [Luna de enfrente], recueil de poésie, ill. de bois gravés par Norah Borges, Buenos Aires, éditions de la revue Proa.
  - Inquisitions [Inquisiciones], essais, Buenos Aires, éditions de la revue Proa.
- 1926 : avec Vicente Huidobro et Alberto Hidalgo (dir.), Index de la nouvelle poésie américaine (Índice de la nueva poesía americana), anthologie, Buenos Aires, Sociedad de Publicaciones El Inca.
- 1926 : La Mesure de mon espérance [El tamaño de mi esperanza ], poèmes, vignettes de Xul Solar, Buenos Aires, éditions de la revue Proa.
- 1928 : La Langue des Argentins [El idioma de los argentinos], essai, vignettes de Xul Solar, Buenos Aires, Manuel Gleizer Editor.
- 1929 : Cuaderno San Martín [id.], poèmes, coll. « Quadernos del Plata » no 2, Buenos Aires, éditions de la revue Proa.
- 1930 : Evaristo Carriego [id.], essai biographique, Buenos Aires, Manuel Gleizer Editor.
- 1932 : Discussion [Discusión], essai, Buenos Aires, Manuel Gleizer Editor.
- 1933 : Les Kenningar [Las Kenningar], essai, Buenos Aires, Ed. Francesco A. Colombo.
- 1935 : Histoire universelle de l’infamie [Historia universal de la infamia], recueil de contes, coll. « Megáfono », Buenos Aires, Ed. Tor.
- 1936 : Histoire de l’éternité [Historia de la eternidad], essais, Buenos Aires, Ed. Viau y Zona.
- 1940 : avec Silvina Ocampo et Adolfo Bioy Casares, Anthologie de la littérature fantastique [Antología de la líteratura fantástica], Buenos Aires, Editorial Sudamericana. Contient Tlön, Uqbar, Orbis Tertius.
- 1941 : avec Silvina Ocampo et Adolfo Bioy Casares, Anthologie de la poésie argentine [Antología poética argentina], Buenos Aires, Editorial Sudamericana.
- 1941 : Le Jardin aux sentiers qui bifurquent [El jardín de senderos que se bifurcan], contes, Buenos Aires, Ed. Sur. Première partie du recueil Fictions.
- 1942 : H. Bustos Domecq [Borges et Bioy Casares], Six problèmes pour Don Isidro Parodi [Seis Problemas para don Isidro Parodi], nouvelles policières, Buenos Aires, Ed. Sur.
- 1943 : Poemas (1923-1943), Buenos Aires, Ed. Losada.
- déc. 1944 : Fictions (Ficciones (1935-1944)), contes, Buenos Aires, Ed. Sur.
- 1945 : avec Silvina Bullrich Palenque, Le Compadrito. Son destin, ses quartiers, sa musique [El compadrito. Su destino, sus barrios, su musica], anthologie, Buenos Aires, Emecé Editores.
- 1946 : B. Suárez Lynch [Borges et Adolfo Bioy Casares], Un modèle pour la mort [Un modelo para la muerte], Buenos Aires, Ed. Oportet y Haereses.
- 1947 : Nouvelle réfutation du temps [Nueva refutación del tiempo], Buenos Aires, Ed. Oportet y Haereses.
- 1949 : L’Aleph [El Aleph], Buenos Aires, Ed. Losada.
- 1950 : Aspects de la littérature gauchesque [Aspectos de la literatura gauchesca], Montevideo, Ed. Número.
- 1951 : La Mort et la Boussole [La muerte y la brújula], contes, Buenos Aires, Emecé Editores. Neuf contes repris de Fictions et L'Aleph, et un inédit, L'Homme au coin du mur rose.
- 1951 : avec Delia Ingenieros, Anciennes littératures germaniques [Antiguas literaturas germánicas], Mexico, Fondo de Cultura Económica.
- 1952 : Autres inquisitions [Otras inquisiciones (1937-1952)], Buenos Aires, Ed. Sur.
- 1955 : avec Adolfo Bioy Casares :
  - Cuentos breves extraordinarios, coll. « Panorama », Buenos Aires, Ed. Raigal.
  - Poesia gauchesca, coll. « Bibliotheca americana : serie de litteratura moderna », Mexico, Fondo de Cultura Económica.
  - Los Orilleros et El Paraiso de los creyentes, scenarios de films, coll. « Noveslistas de España y América », Buenos Aires, Ed. Losada.
- 1955 : avec Luisa Mercedes Levinson, La Hermano de Eloisa, Buenos Aires, Ene Editorial.
- 1955 : avec Betina Edleberg, Leopoldo Lugones, coll. « Diálogos del presente », Buenos Aires, Ed. Troquel.
- 1957 : avec Margarita Guerrero, Manuel de zoologie fantastique [Manuale di zoologia fantastica], Mexico/Buenos Aires, Fondo de Cultura Económica.
- 1960 :
  - L'Auteur [El hacedor], contes et poèmes, Buenos Aires, Emecé Editores.
  - La Poésie gauchesque [La poesía gauchesca], essai, Buenos Aires, Centro de estudios brasileiros - Landa y Cia.
  - avec Adolfo Bioy Casares : Libro del cielo y del infierno, anthologie, Buenos Aires, Ed. Sur.
- 1961 : Antologia personal, Buenos Aires, Ed. Sur.
- 1963 : avec José Edmundo Clemente, El languaje de Buenos Aires, coll. « Obras contemporáneas », Buenos Aires, Emecé Editores.
- 1964 :
  - (en) The Spanish Language in South Americana, a Literary Problem. El gaucho Martin Fierro, Londres, The Hispanic adn Luso-Brazilian Council.
  - L’Autre, le Même [El otro, el mismo], poèmes, Buenos Aires, Emecé Editores.
- 1965 :
  - Pour les six cordes [Para las seis cuerdas], recueil de milongas, Buenos Aires, Emecé Editores.
  - avec Maria Esther Vásquez, Introduccion a la litteratura inglesa, coll. « Esquemas », Buenos Aires, Columba Ed.

- 1967 :

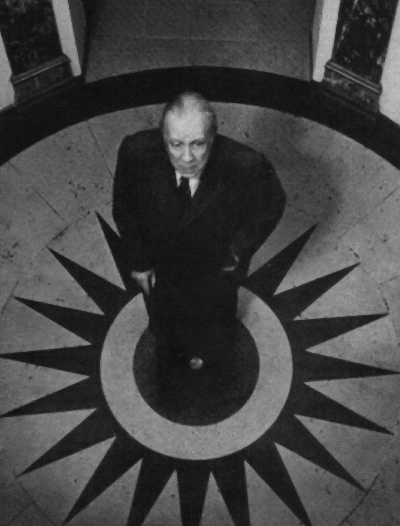
Borges en 1969 à « L’Hôtel », au 13 rue des Beaux-Arts à Paris.

  - avec Adolfo Bioy Casares,Chroniques de Bustos Domecq [Cronicas de Bustos Domecq], coll. « Prisma », Buenos Aires, Losada Ed.
  - avec Margarita Guerrero, Le Livre des êtres imaginaires [Libro de los seres imaginarios], Buenos Aies, Ed. Kier.
  - avec Esther Zemborain de Torres, Introduction à la littérature nord-américaine [Introducción a la literatura norteamericana], Buenos Aires, Ed. Columba.
  - ''Sept Poèmes [Siete poemas], Buenos Aires, Francisco A. Colombo.
- 1968 : Nouvelle Anthologie personnelle [Nueva antologia personal], Buenos Aires, Emecé.
- 1969 : Éloge de l’ombre. Poème 1967-1969 [Elogio de la sombra], Buenos Aires, Emecé.
- 1970 : Le Rapport de Brodie [El informe de Brodie], Buenos Aires, Emecé.
- 1972 : L’Or des tigres [El oro de los tigres], Buenos Aires, Emecé.
- 1975 :
  - Le Livre de sable [El libro de arena], Buenos Aires, Emecé.
  - La Rose profonde [La rosa profunda], Buenos Aires, Emecé.
  - Préfaces avec une préface aux préfaces (Prólogos con un prólogo de prólogos), Buenos Aires, Ed. Torres Agüero.
- 1976 :
  - La Monnaie de fer (La moneda de hierro), Buenos Aires, Emecé.
  - Cosmogonías, ill. de Aldo Sessa, Santiago du Chili, Librería La Ciudad.
  - Libro de sueños, anthologie, Buenos Aires, Ed. Torres Agüero.
  - avec Alicia Jurado, Qu’est-ce que le bouddhisme ? [¿Qué es el budismo?], Buenos Aires, Ed. Columba.
- 1977 :
  - avec Adolfo Bioy Casares, Nouveaux contes de Bustos Domecq [Nuevos cuentos de Bustos Domecq], ill. de Enrique Fernández Chelo, Buenos Aires, Librería La Ciudad.
  - Histoire de la nuit [Historia de la noche], Buenos Aires, Emecé.
- 1980 : Sept nuits [Siete noches], Mexico, Fondo de Cultura Económica.
- 1981 : Le Chiffre [La cifra], Buenos Aires, Emecé.
- 1982 : Neuf essais sur Dante [Nueve ensayos dantescos], Madrid, Espasa-Calpe.
- 1983 : La memoria de Shakespeare, conte, Buenos Aires, Dos amigos.
- 1984 : avec Maria Kodema, Atlas, Buenos Aires, éd. Sudamericano.
- 1985 : Les Conjurés [Los conjurados], poèmes, Buenos Aires, Alianza Editorial.

### Autres publications

#### Conférences et entretiens
- Conférences (Siete noches - Borges oral) (1979-1980), trad. Françoise Rosset, Folio essais, Gallimard, 1985.
- Borges en dialogues avec Osvaldo Ferrari (Borges en dialogo) (1985).
- Feuilletons du samedi (Borges Obras, résenas y traducciones inéditas) (1995)
- Conversations à Buenos Aires (Dialogos de Jorge Luis Borges y Ernesto Sábato) (1996) Jorge Luis Borges - Ernesto Sábato  (ISBN 2-26404-042-4)
- Ultimes dialogues (Jorge Luis Borges - Osvaldo Ferrari) (1996)  (ISBN 2-87678-013-5)
- Dialogue, entretien, textes rares, lettres inédites, Jorge Luis Borges, Victoria Ocampo, préface de Maria Kodama, introduction d’Odile Felgine, traduction d’André Gabastou, Bartillat/SUR, Paris, 2014.

#### Chroniques et articles
- Principales revues :
  - Proa (Buenos Aires, 1924-1926)
  - La Prensa (Buenos aires, 1926-1929)
  - Sur
  - El Hogar

#### Autres éditions
- Le Martin Fierro (1985) trad. Bernard Lesfargues - Éditions Curandera (ISBN 2-86677-022-1) édité erroné, 1985
- Essai sur les littératures médiévales germaniques, Christian Bourgois, Paris, 1998 (1966)
- La Proximité de la mer, anthologie (2010)  (ISBN 978-2-07-012842-6), trad. et préface de Jacques Ancet, coll. Du monde entier, 2010
- La Sœur d’Eloisa avec Luisa Mercedes Levinson, traduction française de Christian Garcin  (ISBN 2-86432-385-0)
- Poèmes d’amour (2014), trad. et préface de Silvia Baron Supervielle, coll. « Du monde entier » Gallimard, 2014.

Dans une entrevue, à l’automne 2010, María Kodama suggère, à qui veut s’initier à l’œuvre de Borges, de commencer par Le Livre de sable (1975), Les Conjurés (1985) et Le Rapport de Brodie (1970), avant d’aborder Fictions (1944) et L’Aleph (1949).

### Scénarios de films
- Invasión, réalisé par Hugo Santiago en 1968, sur un scènario écrit en collaboration avec Borges et Adolfo Bioy Casares
- Les Autres, réalisé par Hugo Santiago en 1974, sur un scénario écrit en collaboration par Jorge Luis Borges, Adolfo Bioy Casares et Hugo Santiago

## Adaptations

### Adaptations cinématographiques
- 1962 : L'Homme au coin du mur rose [Hombre de la Esquina Rosada], de René Mugica.
- 1970 : Strategia del ragno (La Stratégie de l'araignée), réalisé par Bernardo Bertolucci, d’après Thème du traître et du héros (Fictions)
- 1992 : El Sur (Le Sud), réalisé par Carlos Saura, d'après la nouvelle de Borges
- 2014 : Trois contes de Borges, réalisé par le Français Maxime Martinot, d'après trois nouvelles du recueil Le Livre de sable, « L'Autre », « Le Disque » et « Le Livre de sable »[29].

### Enregistrements sonores et adaptations musicales
- 1968 : Cuatro canzones puerteñas, texte de Borges, musique d'Astor Piazzolla[30], Buenos Aires, éd. Pigal.
- Les Ruines circulaires, mélodrame pour piano et un acteur de Michèle Reverdy, 1999[31]
- Les Ruines circulaires, pièce de Karol Beffa, 2002[32].